# JPL Small-Body Database
O JPL Small-Body Database (SBDB) é uma base de dados astronômicos sobre os corpos menores do sistema solar. É mantida pelo Laboratório de Propulsão a Jato (JPL) e pela NASA, e proporciona dados de todos os asteroides conhecidos e vários cometas, incluindo parâmetros orbitais, diagramas físicos, e listas de publicações relacionadas com os corpos menores. As atualizações são diárias.